# کاترین انگبرگ
کاترین انگبرگ (انگلیسی: Katrine Engberg؛ زادهٔ ۲۹ ژوئن ۱۹۷۵) نویسنده و بازیگر اهل دانمارک است.